# Vicente Restrepo
Vicente Antonio Restrepo Maya (Medellín, 5 de febrero de 1837- Bogotá, 5 de julio de 1899) fue un escritor, historiador y político colombiano.

## Biografía
Nació en Medellín, hijo de Marcelino Restrepo y de Chiquinquira Maya. A los 14 años viajó a estudiar a Francia, con los Hermanos de las Escuelas Cristianas en Passy. De allí pasó a la Escuela de Minas de París y luego estudio minería en Alemania. Escribió en los periódicos La Opinión de Bogotá y el Boletín Oficial de Medellín.
A su regreso a Colombia, fundó con su hermano un laboratorio técnico para la fundición y ensaye de oro. Hacia el año 1860 introdujeron la fotografía a Antioquia, posteriormente tendrían la representación de productores franceses de materias primas para la fotografía. Fundaron una fábrica de cerveza, en 1870. Intentaron producir envases de vidrio en Caldas (Antioquia), para satisfacer la demanda de la fábrica de cervezas. Instalaron un laboratorio para producir ácido sulfúrico. 
Fue Diputado a la Asamblea Provincial, en 1865, miembro de la Asamblea Legislativa de Antioquia, en 1871. Posteriormente fue Asistente a la Convención Nacional de Delegatarios en 1886.
En los gobiernos de Rafael Núñez fue Secretario del Tesoro y Crédito Nacional (1884), Secretario de Relaciones Exteriores (1886), Secretario de Instrucción Pública y Ministro de Hacienda (1888), en el gobierno de José María Campo Serrano y en el gobierno de Eliseo Payán fue Ministro de Relaciones Exteriores (1886-1887), mientras en el gobierno de Carlos Holguín Mallarino fue Ministro de Relaciones Exteriores (1888-1889), Ministro de Gobierno encargado (1889-1890) y de nuevo Ministro del Tesoro (1889-1891).
Los últimos años de su vida se apartó de toda actividad política, no aceptó la Gobernación de Antioquia. Se dedicó a las obras sociales, fue miembro de la Sociedad San Vicente de Paúl.

## Obras
- Las penas de un alma (1869).[11]
- Los chibchas antes de la Conquista Española (1895).[12]
- Invasiones de los bucaneros en el siglo XVII. [6]
- Estudio sobre las minas de oro y plata de Colombia (1888).[13]
- Viajes de Lionel Wafer al Istmo de Panamá (1888).[14]
- Apuntes para la biografía del fundador del Nuevo Reino de Granada (1887).[15]